# Roy Hinnen
Roy Hinnen (* 18. August 1966 in Triengen, Luzern) ist ein ehemaliger Schweizer Triathlet.

## Werdegang
Roy Hinnen konnte seine ersten sportlichen Erfolge als Tennisspieler und Rollschuhrennfahrer verzeichnen und gehörte später als Triathlet zur nationalen Elite.
Den ersten Triathlon bestritt er 1984 (Swiss Triathlon in Zürich). Seine Triathlon-Karriere begann er 1986 in den USA.
Er brachte 1987 als erster Triathlet den Triathlon Aero-Aufsatz (siehe Triathlonrad) nach Europa, wo er 1987 bis 1990 vier Jahre in Folge Schweizermeister Triathlon wurde.
1989 wurde er Zwölfter an den Kurzdistanz-Weltmeisterschaften in Avignon, 1990 Fünfter bei der Mitteldistanz-Europameisterschaft in Trier und 1991 erzielte er in Roth mit 8:35 h seine persönliche Bestzeit über die Triathlon-Langdistanz.
1992 beendete er seine Triathlon-Karriere mit 9:11:48 h in Hawaii.
Nach seiner sportlichen Karriere gründete er 1995 die Roy Hinnen GmbH und 2007 die Hinnen Coaching Handelsfirmen (Import & Export von Sports-Equipment). Später kam seine eigene Fahrrad- bzw. Neopren-Marke, die „Roy Hinnen Bikes“ bzw. „Roy Hinnen Neopren-Anzüge“ dazu.
Als Unternehmer vertrieb er seine Produkte als Importeur an den Fachhandel und direkt über seinen Tri-Shop.
2012 verkaufte er seine Firma und beendete seine Import- und Exporttätigkeit, um sich ganz dem Triathlon-Coaching zu widmen.
2016 ließ er sich einen Schwimmkanal bauen, den er in Horgen betreibt.
2020 gründete Hinnen die FlussPool GmbH, die weltweit Premium-Pools vertreibt.

### Privates
Hinnen lebte von 1974 bis 2012 als Vegetarier, seit 2012 ist er Veganer und praktiziert den Zen-Buddhismus. Roy Hinnen lebt mit seiner Partnerin und einem Sohn in Davos.
Er ist in Zug als Sportcoach tätig und im privaten Bereich betätigt er sich auch als Autor und Steinmetz.

## Sportliche Erfolge
| Datum/Jahr    | Rang | Wettbewerb                                                 | Austragungsort     | Zeit     | Bemerkung                                                                          |
| ------------- | ---- | ---------------------------------------------------------- | ------------------ | -------- | ---------------------------------------------------------------------------------- |
| 18. Okt. 2014 | 6    | ETU Middle Distance Triathlon European Championship M45–49 | Peguera            | 05:04:16 | Europameisterschaft auf der Mitteldistanz im Rahmen der Challenge Paguera-Mallorca |
| 1992          | 9    | Schweizer Meisterschaft Triathlon                          | Flims Laax         |          | 1.5/40/10                                                                          |
| 1992          | 7    | Panamacity Triathlon                                       | Vereinigte Staaten |          |                                                                                    |
| 1992          | 11   | Virgin Island Triathlon                                    | Vereinigte Staaten |          | 2 km Schwimmen, 52 km Radfahren und 12 km Laufen                                   |
| 1990          | 1    | Genf Triathlon                                             | Genf               | 01:54:14 | 1,5/40/10                                                                          |
| 1990          | 26   | ETU Europameisterschaft Triathlon                          | Linz               |          | 1.5/40/10                                                                          |
| 1990          | 5    | ETU Europameisterschaft Triathlon                          | Trier              |          | 2.5/80/20                                                                          |
| 1990          | 1    | Schweizer Meisterschaft Triathlon                          | Altenrhein         | 02:08:29 | 1.5/40/10                                                                          |
| 1990          | 12   | Triathlon International de Nice                            | Nizza              | 06:21:43 | 4/120/32                                                                           |
| 1990          | 10   | Gold Coast Triathlon                                       | Australien         | 03:26:51 | 2/75/20                                                                            |
| 1989          | 1    | Schweizer Meisterschaft Triathlon                          | Schweiz            | 02:08:27 | beim Vevey Triathlon (1,5/40/10)                                                   |
| 1989          | 3    | Genf Triathlon                                             | Genf               | 01:53:22 | 1.5/40/10                                                                          |
| 1989          | 4    | Uster Triathlon                                            | Uster              |          | 1.5/40/10                                                                          |
| 1989          | 12   | ITU Triathlon World Championships                          | Avignon            | 02:04:19 |                                                                                    |
| 1989          | 9    | Euro Circuit Deutschland                                   | Deutschland        | 01:52:39 | 1.5/40./10                                                                         |
| 1989          | 4    | Euro Circuit Austria                                       | Osterreich         |          | 1.5/40/10                                                                          |
| 1989          | 2    | Henniez Trophee                                            | Schweiz            | 02:30:12 | 1,5/40/10                                                                          |
| 1988          | 8    | Genf Triathlon                                             | Genf               |          |                                                                                    |
| 1988          | 1    | Wien Triathlon                                             | Wien               |          |                                                                                    |
| 1988          | 6    | Uster Triathlon                                            | Uster              |          |                                                                                    |
| 1988          | 1    | Flims-Laax Triathlon                                       | Flims-Laax         |          |                                                                                    |
| 1988          | 48   | Stein Triathlon                                            | Stein              |          |                                                                                    |
| 1988          | 1    | Schweizer Meisterschaft Triathlon                          | Schwarzsee         |          |                                                                                    |
| 1988          | 1    | Murten Triathlon                                           | Murten             |          |                                                                                    |
| 1988          | 6    | Monterey Triathlon                                         | Vereinigte Staaten |          |                                                                                    |
| 1988          | 2    | Redding Triathlon                                          | Vereinigte Staaten |          |                                                                                    |
| 1988          | 9    | Houston USTS Triathlon                                     | Houston            |          |                                                                                    |
| 1988          | 9    | Bakersfield Triathlon                                      | Vereinigte Staaten |          |                                                                                    |
| 1988          | 12   | Miami USTS Triathlon                                       | Miami              |          |                                                                                    |
| 1987          | 5    | Los Angeles USTS Triathlon                                 | Los Angeles        |          | 1/40/8                                                                             |
| 1987          | 3    | WildFlower Triathlon                                       | Vereinigte Staaten |          | 0,8/18/7                                                                           |
| 1987          | 7    | Bakersfield Triathlon                                      | Vereinigte Staaten |          | 2/40/15                                                                            |
| 1987          | 10   | Los Angeles USTS Triathlon                                 | Los Angeles        |          | 1/40/8                                                                             |
| 1987          | 4    | Redding Triathlon                                          | Vereinigte Staaten |          | 2/50/10                                                                            |
| 1987          | 13   | Mission Viejo Triathlon                                    | USA                |          | 1.5/32/10                                                                          |
| 1987          | 9    | Los Angeles USTS Triathlon                                 | Los Angeles        |          | 1/40/8                                                                             |
| 1987          | 4    | Milerton Lake Triathlon                                    | Vereinigte Staaten |          | 1/40/10                                                                            |
| 1987          | 13   | Oregon USTS Triathlon                                      | Vereinigte Staaten |          | 1.5/40/10                                                                          |
| 1987          | 5    | Big Bear Triathlon                                         | Vereinigte Staaten |          | 1/15/4                                                                             |
| 1987          | 3    | Mammoth Lakes Triathlon                                    | Vereinigte Staaten |          | 1/40/10                                                                            |
| 1987          | 19   | Denver Triathlon                                           | Denver             |          | 1.5/40/10                                                                          |
| 1987          | 13   | Vancouver Triathlon                                        | Vancouver          |          | 1.5/38/12                                                                          |
| 1987          | 19   | Permuda Triathlon                                          | Vereinigte Staaten |          | 1.5/40/10                                                                          |
| 1987          | 4    | Big Bear Triathlon                                         | Vereinigte Staaten |          | 1/15/4                                                                             |
| 1987          | 1    | Schweizer Meisterschaft Triathlon                          | Seewen             | 01:57:57 | 1.5/60/12                                                                          |
| 1987          | 5    | Genf Triathlon                                             | Genf               |          | 1.5/52/12                                                                          |
| 1986          | 16   | Schweizer Meisterschaft                                    | Murten             |          | 1.3/52/10                                                                          |
| 1985          | 120  | Zürich Triathlon                                           | Zürich             |          | 2.6/120/30                                                                         |
| 1984          | 16   | Zürich Triathlon                                           | Zürich             |          | 1.3/60/15                                                                          |

| Datum/Jahr    | Rang | Wettbewerb                      | Austragungsort | Zeit     | Bemerkung |
| ------------- | ---- | ------------------------------- | -------------- | -------- | --- |
| 10. Okt. 1992 | 44   | Ironman Hawaii                  | Hawaii         | 09:11:48 | 3.8/180/42 |
| 13. Juli 1991 |      | Ironman Europe                  | Roth           | 08:35:29 | |
| 1991          |      | Triathlon International de Nice | Nizza          |          | 4/120/32 |
| 14. Okt. 1989 | 28   | Ironman Hawaii                  | Hawaii         | 08:55:57 | |
| 24. Juni 1989 | 3    | Ironman Europe                  | Roth           | 04:05:54 | keine Ironman-Distanz: 1989 fand nur ein verkürztes Rennen statt, das nur über etwa die halbe Ironman-Distanz verlief (2,5 km Schwimmen, 93 km Radfahren und 22 km Laufen). |

| Datum/Jahr   | Rang | Wettbewerb                       | Austragungsort    | Zeit     | Bemerkung |
| ------------ | ---- | -------------------------------- | ----------------- | -------- | --------- |
| 1992         | 18   | Schweizer Meisterschaft Duathlon | Zofingen          |          | 5/30/5    |
| 7. Juni 1992 | 49   | ITU Weltmeisterschaft Duathlon   | Frankfurt am Main | 02:42:37 |           |
| 1990         | 12   | Schweizer Meisterschaft Duathlon | Schweiz           |          | 5/30/5    |
| 1989         | 1    | Schweizer Meisterschaft Duathlon | Schweiz           | 01:39:55 | 6/40/6    |

(DNF – Did Not Finish)

## Veröffentlichungen
- Roy Hinnen: Triathlon Total: Dein Weg zur neuen Bestzeit Sportwelt Verlag, 2015, ISBN 978-3-941297-32-6